# Frank Odoi
Frank Odoi (Accra, 23 febbraio 1943) è un ex calciatore ghanese.

## Carriera

### Club
Nel 1969 passa ai Syracuse Scorpions, squadra militante nella American Soccer League, ove nella prima stagione di militanza ottiene il secondo posto alle spalle dei Washington Darts.
Nel 1970 segue a stagione iniziata il suo allenatore Sal DeRosa ai Rochester Lancers.
Con i Lancers vince la North American Soccer League 1970, battendo in finale i Darts. Odoi giocò da titolare entrambi gli incontri delle finali.
Durante la sua permanenza con i Lancers fu vittima di un brutto episodio di razzismo: il 9 agosto 1970 dopo una partita persa in casa degli Atlanta Chiefs, causato da una lite tra il compagno di squadra e connazionale Gladstone Ofori e l'arbitro. Mentre discuteva con il direttore di gara, Ofori fu afferrato per il collo da un ufficiale di polizia che lo minacciò dicendogli: "Ragazzo, bada a come parli, sei in Georgia!". La situazione degenerò a seguito dell'intervento in sua difesa di Odoi, tanto che l'ufficiale arrivò a chiamare una trentina di soldati della Guardia Nazionale della Georgia. Solo grazie all'intervento del dirigente dei Lancers Charles Schianno, che temette anch'egli d'essere ingiustificatamente arrestato come i suoi giocatori, che minacciò l'intervento dell'ex senatore Kenneth Keating, poterono tutti evitare l'arresto e lasciare incolumi Atlanta.
Con i Lancers partecipa alla CONCACAF Champions' Cup 1971, unica franchigia della NASL a partecipare alla massima competizione nordamericana per club: chiuse la coppa al quarto posto della fase finale del torneo.

### Nazionale
Partecipò alle Olimpiadi del 1964 e alla Coppa d'Africa 1968, dove la sua nazionale si classificò seconda